# Jürgen Peters (Germanist)
Jürgen Peters (* 1. April 1940 in Flensburg; † 26. Dezember 2013 in Berlin) war ein deutscher Germanist.

## Werdegang
Peters war von 1978 bis 2003 Professor für Deutsche Literatur an der Universität Hannover. Er war Autor von Publikationen, Fernsehfeatures und Rundfunkbeiträgen zur Literatur des 18. und 20. Jahrhunderts und zur Trivialliteratur. 1990 gründete er zusammen mit Leo Kreutzer das Jahrbuch „Welfengarten. Jahrbuch für Essayismus“. 1991 war er Mitbegründer des Literarischen Salons an der Universität Hannover. 1993–96 gab er zusammen mit Wilhelm Heinrich Pott und Dirck Linck die dreibändige Porträtsammlung „Von Dichterfürsten und anderen Poeten. Kleine niedersächsische Literaturgeschichte“ heraus.

## Werke
- Die Romane von Karl Philipp Moritz und deren mutmaßliche Leser. Diss. TU Hannover, 1969.
- Wolfgang Koeppens Romane. Eine Abhandlung. Hannover, 1977. Habil. Universität Hannover.
- mit Elmar Buck und Leo Kreutzer: Die schöne Leiche aus der Rue Bellechasse. Einiges über Schreiben, Spielen, Filmen. Reinbek bei Hamburg, 1977.
- Wandel des Wortlosen. Hannover, 1997.
- Eines treuen Husaren Bratkartoffelverhältnisse. Hannover, 2000.

## Herausgeber
- mit Leo Kreutzer: Welfengarten. Jahrbuch für Essayismus. 1990–2001.
- mit Wilhelm Heinrich Pott: Von Dichterfürsten und anderen Poeten. Kleine niedersächsische Literaturgeschichte. Band I: Hannover, 1993. Band II: Hannover, 1994.
- mit Dirck Linck: Von Dichterfürsten und anderen Poeten. Kleine niedersächsische Literaturgeschichte. Band III: Hannover, 1996.
- Mein Gott Leo. Zum 60. Geburtstag von Leo Kreutzer. Hannover, 1996.